# Filippo Colini
Filippo Colini (Roma, 21 ottobre 1811 – maggio 1863) è stato un baritono italiano.

## Biografia
Studiò a Roma al Collegio Romano con Filippo Caraccini e Camillo Angiolini. Dopo pochi anni di attività come membro dell'Accademia filarmonica romana, debuttò in teatro a Fabriano all'inizio del 1835, in Aureliano in Palmira di Rossini. Nello stesso anno ebbe l'occasione di cantare con Carolina Ungher nella Straniera di Bellini al Teatro Alfieri di Firenze. Cominciò quindi un'intensa carriera che lo vide cantare frequentemente in molte città italiane, tra cui Napoli (dove ottenne un «successo clamoroso», particolarmente nel Torquato Tasso di Donizetti), Palermo, Genova, Milano e Roma, ed europee, come Parigi, Vienna e San Pietroburgo.
Aveva scarse capacità di recitazione, alle quali sopperiva con l'estrema dolcezza del canto e con la voce «sonora e robusta», «flessibile e delicata».
Oggi è particolarmente noto per avere creato alcuni ruoli in opere di Giuseppe Verdi, precisamente quelli di Giacomo in Giovanna d'Arco (1845), di Rolando in La battaglia di Legnano (1849) e di Stankar in Stiffelio (1850).

## Ruoli creati
- Appio Claudio in Virginia di Alessandro Nini (Genova, Teatro Carlo Felice, 21 febbraio 1843)
- Luigi XIV in Luisa di Francia di Fabio Campana (Roma, Teatro Argentina, 29 aprile 1844)
- Giacomo in Giovanna d'Arco di Giuseppe Verdi (Milano, Teatro alla Scala, 15 febbraio 1845)
- Severo in Poliuto di Gaetano Donizetti (Napoli, Teatro San Carlo, 30 novembre 1848)
- Rolando in La battaglia di Legnano di Giuseppe Verdi (Roma, Teatro Argentina, 27 gennaio 1849)
- Prospero in La tempesta di Fromental Halévy (Londra, His Majesty's Theatre, 8 giugno 1850)
- Stankar in Stiffelio di Giuseppe Verdi (Trieste, Teatro Grande, 16 novembre 1850)
- Inquaro in Alfredo di Eugenio Terziani (Roma, Teatro Apollo, 21 febbraio 1852)
- Ali-ben-Naamark (Emiro) in La Saracena libretto di Giovanni Emanuele Bidera, musica di Andrea Butera. (Palermo, Teatro Carolino, 9 febbraio 1854)